# 清水屋
清水屋（しみずや、英: SHIMIZUYA CO.,LTD.）とは、愛知県・岐阜県の両県で展開する総合スーパー屋号で、かつ経営する会社の社名である。

## 歴史・概要
岐阜県出身の清水精市が春日井市高蔵寺町の「青山呉服店」に勤めたのち、1938年（昭和13年）9月に春日井市鳥居松町で呉服商を創業したのが始まりである。
第2次世界大戦中は休業し、戦後に営業を再開した。
1949年（昭和24年）5月2日に資本金100万円で株式会社清水屋呉服店として法人化すると共に名古屋市北区大曽根本通りに支店を開設して名古屋市へ進出した。
1956年（昭和31年）9月に春日井本店を開設し、1957年（昭和32年）9月に名古屋市南区城下町に大磯店を開設した。
1959年（昭和34年）6月に名古屋市北区東大曽根町に洋装店を開設し、1961年（昭和36年）5月に名古屋市北区東大曽根町本通に「大曽根店」を開設と大曽根地区での店舗展開を進めた。
その後、1964年（昭和39年）5月に大名古屋ビルヂング内に支店を開設し、1970年（昭和45年）10月に春日井本店を大型店化、1973年（昭和48年）7月に犬山市に「犬山店」を開設するなど大型店の多店化を進めた。
その間の1967年（昭和42年）9月に義津屋やユーキチなどと共にボランタリーチェーン「新々会」を結成。
そうした多店化に伴って出店した大曽根と犬山では、大手スーパーのユニーと競合することになったが、マーチャンダイジングで強みを発揮して対抗し、1978年（昭和53年）6月には名古屋市に「藤ヶ丘店」を開設して初の郊外型ショッピングセンターの展開を開始した。
その結果、1970年（昭和45年）に4店舗・売上高約27億円から1979年（昭和54年）には6店舗・300億円と1970年代に約11倍まで売上を急増させた。
その後も、1991年（平成3年）3月には「小牧店」、1988年（昭和63年）7月2日には岐阜県高山市に「ピュア 高山店」を開設した。
さらに、2000年（平成12年）11月には「春日井本店」を瑞穂通に移転し、鳥居松町の旧店舗の店舗面積5,721m2から9,931m2へ増床した。
また、春日井市民病院の売店や春日井市観光コンベンション協会の「移動スーパーマーケット 道風くん」など本拠地の春日井市では大型店以外の小売事業も手掛けている。

## 店舗

### 愛知県

#### 春日井本店
- 清水屋呉服店（春日井市鳥居松町6-43[4]）
- （初代）春日井本店（春日井市鳥居松町、1956年（昭和31年）9月開店[1]）

清水精市が呉服店を創業した後、開設した店舗。
鳥居松本通商店街の一角に出店していた。
- （2代目）春日井本店（春日井市鳥居松町5-62[11]、1964年（昭和39年）9月開店[15]）

店舗面積1,650m2 → 5,721m2、延べ床面積約8,660m2。
商店街から少し離れた春日井市役所に近い農地の広がる場所に移転する形で開店し、東西に伸びる形だった鳥居松の商店街が南北に広がる契機となった。
1970年（昭和45年）10月に大規模な増築を行って4階建てとし、春日井市で初の大規模小売店舗（店舗面積6,588m2）となった。
1980年（昭和55年）6月に改装した。
店舗跡はヤマダ電機テックランド春日井店が入居。
- （3代目）春日井本店（春日井市瑞穂通5-33[11]、2000年（平成12年）11月開店[11]）北緯35度14分58.1秒 東経136度58分15.2秒 / 北緯35.249472度 東経136.970889度

店舗面積9,931m2、延べ床面積約14,000m2。直営店舗面積9,391m2。

#### その他春日井市内の店舗
- 春日井市民病院店（春日井市鷹来町[12]）

春日井市民病院の売店を運営しており、2015年（平成27年）6月16日にコンビニエンスストアのローソンとして新装開業した。
- 移動スーパーマーケット 道風くん

春日井市の補助金で春日井市観光コンベンション協会が軽トラックを購入し、当社と不二屋が業務提携して2015年（平成27年）4月2日から開業した移動スーパー。

#### 愛知県（春日井市を除く）
- 藤ヶ丘店（名古屋市守山区森孝東1-509[11]、1978年（昭和53年）6月27日開店[18]）北緯35度11分28.5秒 東経137度1分11.6秒 / 北緯35.191250度 東経137.019889度

敷地面積約11,640m2、鉄筋コンクリート造地下1階2階建て、延べ床面積約28,911m2、売場面積約17,534m2（当社売場面積約4,370m2）、駐車台数約1,300台。
関連会社で衣料品販売のシスコ（店舗面積2,746m²）と関連会社で食品スーパーのセイワストア（店舗面積1,384m²）が出店している。なおセイワストアは後に撤退、2019年4月25日にマックスバリュ森孝東店（店舗面積1,610m2）が出店した。
清水屋最大店舗。
- 小牧店（小牧市郷中1-263[9][20]、1991年（平成3年）3月19日開店[20]）北緯35度16分42.6秒 東経136度55分15.7秒 / 北緯35.278500度 東経136.921028度

店舗面積7,087m2、延べ床面積約12,453m2。直営店舗面積9,391m2。
Vマート共に「アザレ小牧」に出店した。
元々は食品部門は直営だったのだが2020年11月26日よりテナントとして食品スーパーのカネスエが出店している。

#### ギャラリー
- 藤ヶ丘店（2014年10月）
- 小牧店（2013年11月）

### 岐阜県

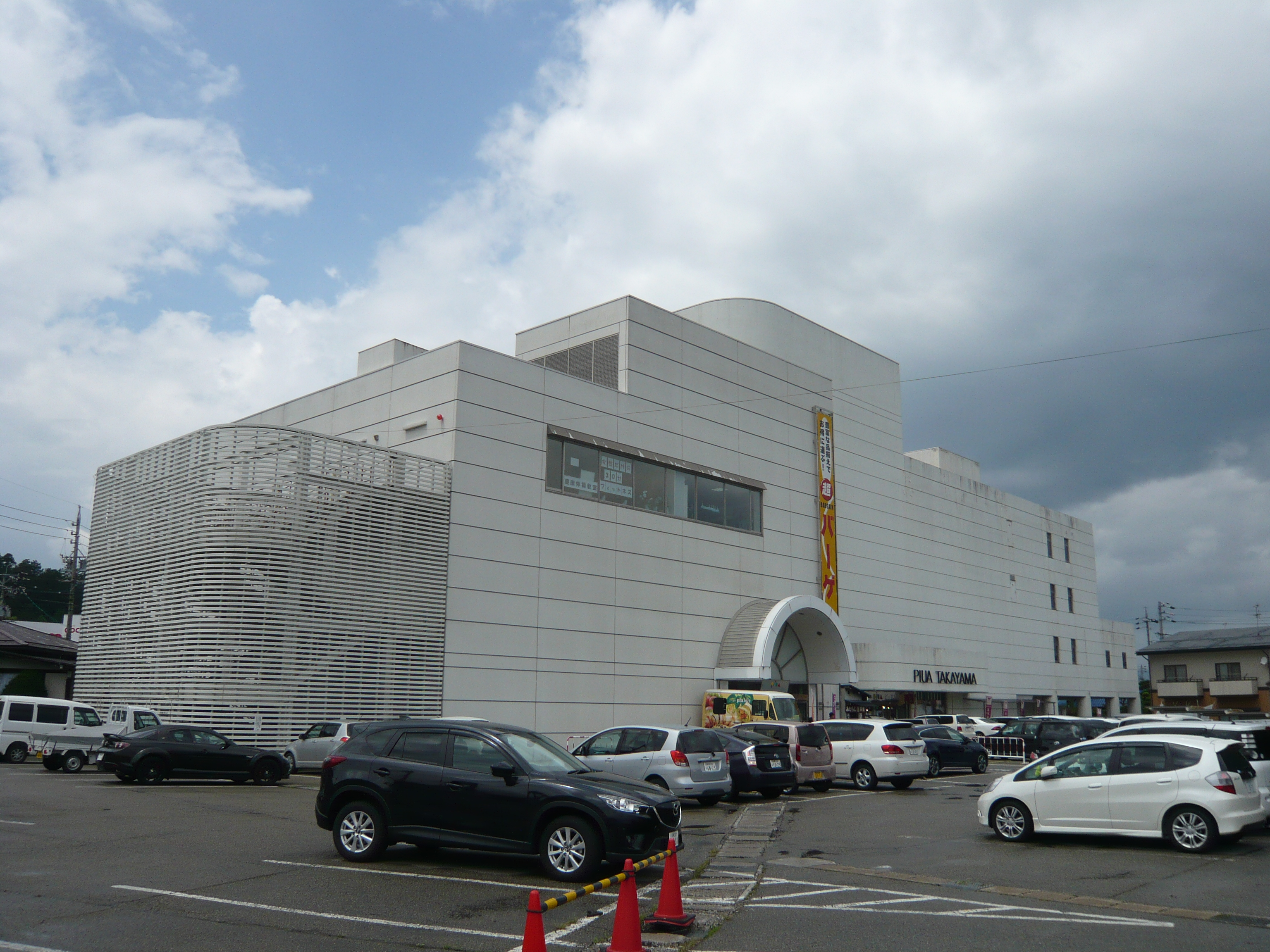
ピュア高山

- ピュア高山店（高山市西之一色町3-1135[11]、1988年（昭和63年）7月2日開店[10]）北緯36度7分57.8秒 東経137度14分53.3秒 / 北緯36.132722度 東経137.248139度

店舗面積8,056m2、延べ床面積約12,471m2。
- 中津川店（中津川市淀川町3-8[21]、2017年(平成29年)11月10日開店[22]）

ルビットタウン中津川内に出店。
- 多治見店（多治見市西坂町5-31-1[23]、2024年3月1日開店[23]）

多治見インターモール内に出店。

### かつて存在した店舗

#### 大曽根店
- 東大曽根店[24] → 大曽根洋装の店[15]（名古屋市北区東大曽根町2-893[15]、1959年（昭和34年）6月開店[1] - ?閉店）

店舗面積172m2
洋装店として出店したが、後に服地のみの取り扱いとなった。
- 大曽根店[25] → 大曽根衣料百貨センター[15]（名古屋市北区東大曽根町本通5-727[25][11]、1961年（昭和36年）5月開店[1] - 2009年（平成21年）12月27日閉店[要出典]）

店舗面積500m2 → 1,888m2、延べ床面積約3,041m2。直営店舗面積9,391m2。
1979年（昭和54年）に改装した。

#### その他の店舗
- 大磯店（名古屋市南区城下町2-30[24]、1957年（昭和32年）9月開店[2] - ?閉店）

- 大名古屋ビルヂング支店（名古屋市中村区堀内町[2]、1964年（昭和39年）5月開店[2] - ?閉店）

- 尾頭橋店（名古屋市中川区尾頭橋3-4-19[11]、1968年（昭和43年）2月開店[1] - 2016年（平成28年）11月20日閉店[26]）北緯35度8分37.7秒 東経136度53分29.9秒 / 北緯35.143806度 東経136.891639度

店舗面積2,660m2、延べ床面積約4,498m2。直営店舗面積2,660m2。
1980年（昭和55年）6月に改装した。
- 犬山店（犬山市大字犬山字南古券166-14[11]、1973年（昭和48年）7月開店[1] - 2020年（令和2年）2月20日閉店）北緯35度22分32.8秒 東経136度56分24秒 / 北緯35.375778度 東経136.94000度

店舗面積6,843m2、延べ床面積約13,545m2。直営店舗面積6,352m2。
1979年（昭和54年）に改装した。建物の老朽化に伴い、2020年2月20日閉店。